# Катастрофа Ил-18 в Гандере
Катастрофа Ил-18 в Гандере — авиационная катастрофа пассажирского самолёта Ил-18Д Чехословацких авиалиний (ČSA), произошедшая во вторник 5 сентября 1967 года у восточной окраины Гандера (Ньюфаундленд, Канада), при этом погибли 37 человек.

## Самолёт
Ил-18Д с регистрационным номером OK-WAI (заводской — 187009705, серийный — 097-05) был выпущен машиностроительным заводом «Знамя Труда» (Москва) примерно в апреле 1967 года, то есть был ещё совсем новым на момент происшествия. 22 апреля чехословацкое министерство транспорта выдало ему свидетельство о регистрации, а 16 мая — сертификат лётной годности. 19 мая лайнер поступил в чехословацкую национальную авиакомпанию Československé aerolinie a.s. (ČSA). Общая наработка самолёта и его двигателей на день происшествия составляли всего 766 часов. По имеющимся данным, борт OK-WAI обслуживался в соответствии с установленными правилами и положениями.
Позже следователи смогли найти на месте катастрофы сохранившийся штурманский журнал, по которому было определено, что всего на борту в момент катастрофы находилось 20 192 кг топлива, а общий вес авиалайнера составлял 64 119 кг при установленной максимальной взлётной массе 64 000 кг, то есть имелся незначительный перегруз.

## Экипаж
- Командир воздушного судна — 52 года, имел квалификацию командира и пилота-инструктора самолётов DC-3, Ил-12, Ил-14, Ил-18 и Bristol Britannia, при проверках квалификации на Ил-18 показывал отличные результаты. По маршруту Прага — Гандер — Гавана летал с 1962 года; за это время совершил в Гандере 19 взлётов и 37 посадок днём, а также 110 взлётов и 94 посадки ночью. Имел общий стаж 17 303 лётных часа, в том числе 9400 часов полётов по приборам, 7560 часов ночью и 5360 часов на Ил-18. За последние 90 дней налетал 273 часа, в том числе 118 часов на Ил-18[1].
- Второй пилот — 44 года, имел квалификацию пилота самолётов Ил-14, Ил-18 и Bristol Britannia. По маршруту Прага — Гандер — Гавана летал с 1964 года; за это время совершил в Гандере 11 взлётов и 27 посадок днём, а также 94 взлёта и 89 посадок ночью. Имел общий стаж 10 749 лётных часов, в том числе 1291 час на Ил-18. За последние 90 дней налетал 287 часов, в том числе 80 часов на Ил-18[1].
- Штурман — 40 лет, штурман 1-го класса, имел квалификацию на внутренние и международные полёты на самолётах Ил-18, Bristol Britannia, Ту-104 и Ту-124. Общий лётный стаж составлял 12 027 часов[1].
- Бортинженер — 40 лет, бортинженер 1-го класса, имел квалификацию на внутренние и международные полёты на самолётах Ил-14, Ил-18 и Bristol Britannia. Общий лётный стаж составлял 5163 часа, в том числе 1290 часов на Ил-18, из которых 102 часа были на модели Ил-18Д[1].
- Бортрадист — 35 лет, бортрадист 2-го класса, имел квалификацию на внутренние и международные полёты на самолётах Ил-14 и Ил-18. Общий лётный стаж составлял 5380 часов[1].

В салоне работали три стюардессы.

## Катастрофа
Самолёт выполнял международный пассажирский рейс OK-523 по маршруту Прага — Шаннон — Гандер — Гавана и 4 сентября в 16:49 GMT вылетел из Пражского аэропорта. В 20:20 рейс 523 благополучно приземлился в Шаннонском аэропорту, откуда вылетел в 21:31 GMT. После трансатлантического полёта длительностью почти 6 часов, в 03:26 GMT уже 5 сентября борт OK-WAI благополучно приземлился в аэропорту Гандер на острове Ньюфаундленд. Здесь произошла смена экипажа, на новый, который прибыл в Гандер ещё 3 сентября, то есть отдыхал около двух дней. Также в баках самолёта оставались 6613 кг топлива, к которым в Гандере дополнительно залили ещё 14 079 кг, тем самым увеличив общий объём топлива на борту до 20 692 кг (примерно 500 кг из них было позже сожжено при рулении по аэродрому и выполнении взлёта).
Ночное небо в это время было полностью затянуто облачностью с нижней границей 2600 футов (790 метров), ветер восточно-юго-восточный (110°) 8 узлов, температура воздуха 9° C, точка росы 7° C, а видимость достигала 15 миль (28 км). Признаков турбулентности и обледенения не наблюдалось.
В 04:05 экипаж передал диспетчеру копию плана полёта в Гавану, а в 05:04 рейс 523 с 61 пассажиром и 8 членами экипажа на борту начал движение по аэродрому к взлётно-посадочной полосе 14. В 05:08 после получения разрешения Ил-18 начал выполнять взлёт в восточном направлении. После нормального пробега по полосе лайнер поднялся в воздух, а следом экипаж убрал шасси и закрылки. Несмотря на нормальный в целом взлёт, самолёт набирал высоту довольно медленно, сумев подняться только до 40 метров. В 05:09 экипаж доложил диспетчеру взлёта и посадки (Гандер-башня) о выполнении взлёта, на что диспетчер дал указание переходить на связь с диспетчером круга (Гандер-трафик) на частоте 119,7 МГц. Но едва бортрадист переключился на указанную частоту, как в 05:10 GMT (01:40 местного времени) летящий со скоростью 363 км/ч авиалайнер упал на землю примерно в 4000 футах (1,2 км) от торца полосы, а затем врезался в железнодорожную насыпь, из-за чего полностью разрушился и сгорел. Весь полёт с момента отрыва от земли продлился примерно 30 секунд. На месте происшествии погибли оба пилота, штурман, стюардесса и 30 пассажиров. Позже в больницах от полученных травм умерли ещё 3 пассажира. Таким образом, всего в катастрофе погибли 37 человек.

## Причины
Расследованием занималась канадско-чехословацкая комиссия с привлечением советских специалистов. Также удалось восстановить данные с параметрического бортового самописца, речевой самописец на данном самолёте отсутствовал. Было установлено, что хотя лайнер и был перегружен примерно на 119 килограмм, но этот перегруз был незначительным и не мог привести к катастрофе. Экипаж был достаточно опытным и уже несколько десятков раз совершал подобные рейсы, к тому же перед этим вылетом пилоты отдыхали около двух дней. Самолёт был исправен, признаков отказа двигателей или систем управления обнаружено не было. По имеющимся относительно разбившегося самолёта данным есть вероятность того, что высотомер со стороны командира мог заедать, из-за чего выдавал показания с задержкой. Также мог иметь место сбой в работе гироскопов, что в свою очередь привело бы к искажению показаний авиагоризонтов со стороны обоих пилотов. Взлёт самолёта выполнялся в восточном направлении, то есть в сторону от города по направлению к тундре, где не было никаких наземных источников света. Ночное небо при этом было полностью затянуто облаками, поэтому не было видно ни звёзд, ни луны. Фактически экипаж направлялся в кромешную тьму без видимого горизонта, а потому визуально не мог определить, где земля, а где небо. С учётом сбоя в работе авиагоризонтов и отставания в показаниях высотомера экипаж мог не заметить, что подъём осуществлялся довольно медленно, а затем авиалайнер и вовсе опустил нос, устремившись к земле.
Относительно вопроса о том, почему самолёт опустил нос, существуют различные теории, в том числе преждевременная уборка закрылков, либо нарушение в работе демпфера руля высоты. Но не имея данных о переговорах экипажа внутри кабины, эти теории оказалось невозможно проверить.
За недостаточностью улик и объективных данных о полёте, комиссия пришла к выводу, что не может точно определить причину медленного набора высоты, а затем снижения самолёта.
В 1990-х годах чешский следователь Ярослав Дворжак (чеш. Jaroslav Dvořák) провёл повторное расследование катастрофы рейса 523 и пришёл к заключению, что причиной катастрофы стала ошибка экипажа. В условиях полёта в полной темноте пилоты оказались дезориентированы в пространстве и считали, что выполняют нормальный набор высоты, хотя вертикальная скорость подъёма была на самом деле низкой. Затем после уборки закрылков у пилотов возникло ложное чувство, словно авиалайнер начал задирать нос, поэтому они отклонили штурвалы по направлению от себя, чтобы исправить это, но фактически опустили нос вниз и направили машину к земле.